# Piratas de Quebradillas
Los Piratas de Quebradillas, es un club puertorriqueño de baloncesto profesional de la ciudad de Quebradillas que compite en la Baloncesto Superior Nacional, la máxima categoría del baloncesto en Puerto Rico.
Disputa sus encuentros en el Coliseo Raymond Dalmau. El entrenador del equipo es el puertorriqueño Rafael 'Pachy' Cruz, venía de ser dirigente de los Capitanes de Arecibo. Los colores del equipo son el rojo, el negro y el blanco. Su actual apoderado es el estadounidense Dion New. Su último campeonato fue en el 2017.

## Nombres
- Piratas de Quebradillas: desde 1926 hasta el presente.

## Posiciones en Liga
- 1998: 9.º
- 2000: 2.º
- 2001: 6.º
- 2002: 4.º
- 2003: 6.º
- 2004: 11.º

Del 2005 al 2008 Jugaron en Caguas.
- 2009: 2.º
- 2010: 3.º
- 2011: 5.º
- 2012: 5.º
- 2013: 2.º
- 2014: 4.º
- 2015: 11.º
- 2016: 8 .º
- 2017: 3.º
- 2018: 4.º
- 2019: 3.º
- 2020: 2.º
- 2021: 7.º
- 2022: 8.º

## Palmarés
- 4 Ligas
- 11 Subcampeonatos: (1937), (1972), (1973), (1975), (1976), (1980), (1982), (1999), (2000), (2009), (2011) (2020 en la burbuja)
- 13 Veces Semifinalista: (2002), (2010), (2014), (2017)
- Campeón Copa: (2013) (2017)
- 6 Campeonatos: (1970, 1977, 1978, 1979, 2013, 2017)

## Jugadores históricos
- Neftali Rivera
- Peter John Ramos
- Lamont Barnes
- Dee Brown
- CJ Bruton
- Jamal Butler
- Sherron Collins
- Angel Colon
- Raymond Dalmau
- Ricky Davis
- Nick Davis
- Damon Jones
- Marcus Williams
- Marcus Williams (Arizona)
- Darius Washington
- P.J. Tucker
- Bryan Sallier
- Walker Russell Jr.
- Andrés Rodríguez (baloncestista)
- Shavlik Randolph
- Darren Phillip
- Milt Palacio
- Rashad McCants
- Brian Cook